# 朝井家
朝井家（あさいけ）は、日本の氏族。姓は藤原朝臣。近江国の出である。
勧修寺門跡坊官、諸大夫の家。地下家。家紋は丸に三引両。明治時代に入り士族となった。

## 歴代当主
| 代   | 氏名     | 備考   |
| ---- | -------- | ------ |
| 初代 | 朝井影長 | 法眼   |
| 2    | 朝井景福 | 土佐守 |
| 3    | 朝井景命 | 陸奥守 |
| 4    | 朝井景逸 | 陸奥守 |